# ویندوز فون ۷
 ویندوزفون ۷  به عنوان نخستین سری از سیستم عامل‌های ویندوز فونی ابتدا در 15 فوریه سال ۲۰۱۰ در همایش جهانی گوشی همراه در بارسلونا اسپانیا معرفی گشت سپس در ۸ نوامبر همان سال به صورت عمومی در آمریکا عرضه گشت.
مایکروسافت در سال ۲۰۱۱ نخستین آپدیت خود را با نام منگو (به انگلیسی: Mango) را (که اصتلاحا به آن ویندوزفون ۷۰۵ می‌گویند) ارئه کرد.که شامل مرورگراینترنت اکسپلورر ۹ بود که از نشان دادن قابلیت‌های گرافیکی و توانایی‌های برابری همچون نسخه دسکتاپ بهره می‌برد.همچنین قابلیت چندکارگی و اسکای لایو درایو یا همان وان‌درایو نیز به این نسخه افزوده گشت.
یک بروزرسانی جزئی با نام تانگو (به انگلیسی: Tango) در سال 2012 عرضه شد که بعضی از باگ‌ها را بر طرف کرد و برای اجرا به سخت افزار پایین تری نظیر حداقل سی پی یو 800 مگا هرتز یا حافظه تصادفی (به انگلیسی: RAM) 256 مگابایت نیاز داشت.
در سال 2013 ویندوز فون ۷۰۸ عرضه شد که شامل برخی ویژگی‌های ویندوز فون ۸ مانند بروز شدن صفحه استارت ،افزوده شدن رنگ‌ها و گزینه‌های پس زمینه بود.
برای ویندوزفون۷۰۸ عمر بیشتری در نظر گرفته شده چون که گوشی‌های دارنده این نسخه به دلیل محدودیت سخت افزاری قابلیت ارتقا به نسخه ۸ را ندارند.
با این حال هنوز همه کاربران این نسخه را دریافت نکردند.

## نسخه‌ها
| جدول نسخه‌ها: ویندوز فون ۷ | جدول نسخه‌ها: ویندوز فون ۷ | جدول نسخه‌ها: ویندوز فون ۷                                                                    |
| ------------------------- | ------------------------- | -------------------------------------------------------------------------------------------- |
|                           |                           |                                                                                              |
| نسخه                      | تاریخ انتشار              | تغییرات                                                                                      |
| ۷٫۰٫۷۰۰۴                  | ۲۹ اکتبر ۲۰۱۰             | - نسخه اولیه سیستم عامل ویندوز فون ۷                                                         |
| ۷٫۰٫۷۰۰۸                  | ۲۰۱۰                      | - بهبود فرایند به روزرسانی                                                                   |
| ۷٫۰٫۷۳۹۰ (NoDo)           | ۲۲ مارس ۲۰۱۱              | - افزودن پشتیبانی از سی‌دی‌ام‌ای ۲۰۰۰، کپی و پیست، اپلیکیشن استارت‌آپ سریع و ادغام سریع‌تر فیس‌بوک |
| ۷٫۰٫۷۳۹۲                  | ۲۰۱۱                      | - ابطال گواهی جعلی                                                                           |
| ۷٫۰٫۷۴۰۳                  | ۲۰۱۱                      | - به روزرسانی مورد نیاز برای ارتقا به نسخه منگو                                              |
| نسخه                      | تاریخ انتشار              | تغییرات                                                                                      |